# High View Pippin (manzana)
High View Pippin es una variedad cultivar de manzano (Malus domestica).
Criado en 1911 por Frederick Fitzwater en "Ernest Hill", Weybridge, Surrey. Recibió un Premio al Mérito de la Royal Horticultural Society en 1928. Las frutas tienen una carne firme, de textura fina y jugosa con un sabor dulce, agradable y aromático.

## Historia
'High View Pippin' es una variedad de manzana, criada en 1911 por Frederick Fitzwater en "Ernest Hill", Weybridge, Surrey (Reino Unido). Obtenida a partir del cruce de 'Sturmer Pippin' como Parental-Madre x polen de 'Cox's Orange Pippin' como Parental-Padre. Recibió un Premio al Mérito de la Royal Horticultural Society en 1928.
'High View Pippin' se cultiva en la National Fruit Collection (Colección Nacional de Fruta) de Reino Unido donde está cultivada con el número de accesión: 1928-004' y nombre de accesión: High View Pippin.

## Características
'High View Pippin' es un árbol pequeño, moderadamente vigoroso, con crecimiento erguido y extendido. El árbol es resistente. Portador de espolones de fructificación. Tiene un tiempo de floración que comienza a partir del 7 de mayo con el 10% de floración, para el 12 de mayo tiene una floración completa (80%), y para el 20 de mayo tiene un 90% de caída de pétalos.
'High View Pippin' tiene una talla de fruto medio con altura promedio de 48,00 mm y anchura promedio de 54,00 mm; forma estrecho cónico y aplanado en el ojo y el pedúnculo, a veces torcido en un lateral, nervaduras débiles, y corona muy débil; epidermis con color de fondo amarillo verdoso madurando a amarillo, con color del sobre color naranja brillante con rayas cortas y rotas en menos de la mitad de la manzana, con distribución del sobre color chapa / rayas, presenta ruginoso-"russeting" en ambos extremos, importancia del ruginoso-"russeting" (pardeamiento áspero superficial que presentan algunas variedades) débil; pedúnculo longitud corto y de calibre moderadamente robusto ubicado en una cavidad profunda y ancha, con ruginoso-"russeting" en las paredes; cáliz con la anchura de la cavidad calicina moderadamente grande y parcialmente abierto, colocado en una cuenca poco profunda, ancha y plisada que está rodeada por una pequeña corona; pulpa de color blanco cremoso con algo de verde alrededor del centro, textura de grano fino y firme, sabor jugoso, dulce e intensamente aromático.
Su tiempo de recogida de cosecha se inicia a mediados de octubre. Se conserva bien durante cinco meses en frío.

## Usos
Se utiliza como una manzana de uso en fresco para postre de mesa.

## Ploidismo
Diploide. Auto estéril, para los cultivos es necesario un polinizador compatible. Grupo D Día 12.